# Hyflon
Hyflon è il nome commerciale del politetrafluoroetilene (PFTE) modificato con l'aggiunta di co-monomeri.
La concentrazione di questi co-monomeri è inferiore al 1% in peso, pertanto è ancora classificato come omopolimero.
L'aggiunta dei co-monomeri è necessaria per ridurre la cristallinità del reticolo polimerico ed ottenere un polimero che possa essere fuso ed estruso.
Come l'Algoflon, è prodotto in Italia dalla Solvay Specialty Polymers presso lo stabilimento di Spinetta Marengo.